# 죽변초등학교 화성분교
죽변초등학교 화성분교는 경상북도 울진군 죽변면 성내길 16 (화성리)에 있었던 초등학교 분교이다.

## 연혁
- 1963년 7월 3일 설립인가
- 1964년 3월 10일 죽변국민학교 화성분교장 개교
- 1970년 3월 1일 화성국민학교 승격
- 1996년 3월 1일 화성초등학교로 개칭
- 1997년 3월 1일 죽변초등학교 화성분교장으로 격하
- 2007년 3월 1일 폐교